# Palomino (Rebsorte)

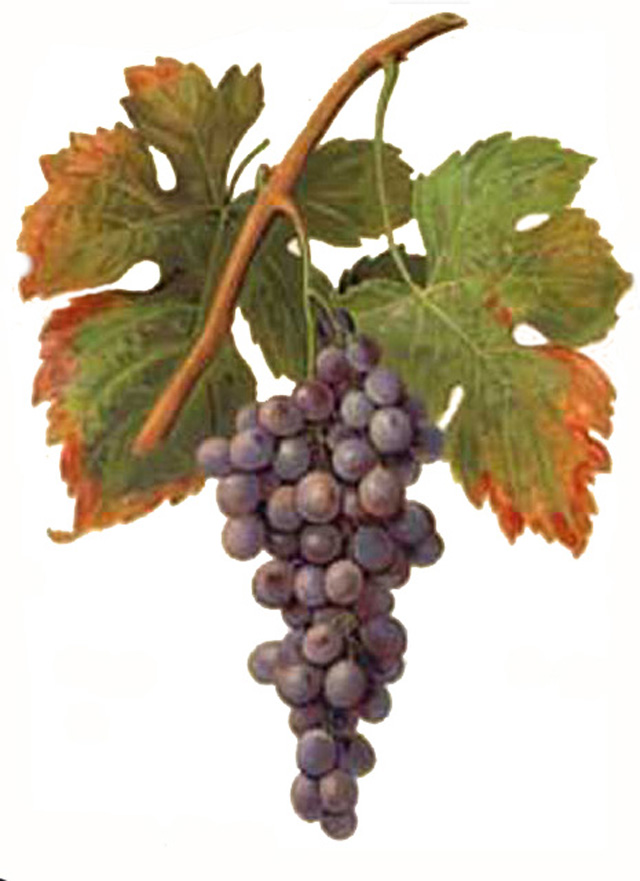
Palomino im Buch von Viala & Vermorel

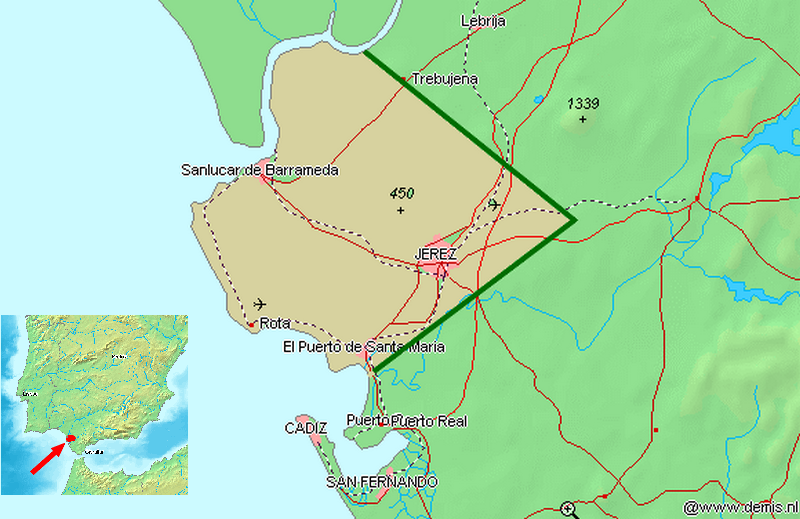
Das Sherrydreieck

Palomino, eigentlich Palomino Fino, ist eine alte Weißweinsorte. Sie ist die klassische Sherry-Traube, und viele Sherrys, hauptsächlich Finos und Manzanillas, bestehen ausschließlich aus Palomino Fino. Dementsprechend wird Palomino hauptsächlich im sogenannten Sherrydreieck (Jerez de la Frontera – Puerto de Santa Maria – Sanlúcar de Barrameda) angebaut, wo sie 90 % der Rebfläche einnimmt. In Spanien hat sie sonst noch in D.O. Condado de Huelva und auf den Kanarischen Inseln (hier als Listán Blanco) eine Bedeutung. Weitere bedeutende Anbauflächen befinden sich in Südafrika, Frankreich, Argentinien, Australien, USA (Kalifornien), Neuseeland und Zypern. Weltweit sind etwa 60 000 Hektar mit dieser Rebe bestockt, die Hälfte davon in Spanien. Die Traube stammt wahrscheinlich aus Andalusien. Angeblich soll König Alfonso X. von Kastilien und León (1221–1284) sie nach einem seiner Ritter benannt haben.
Die spätreifende Traube gedeiht am besten in sommertrockenen, sonnenexponierten aber nur mäßig heißen Anbaugebieten. Ausreichende Winterfeuchtigkeit und eine gute Belüftung sind für die Trauben wichtig, da sie relativ stark für den Echten Mehltau (Odium) anfällig sind. Die qualitativ hochwertigsten Reben wachsen auf den weißen Kreidemergelböden, der Albariza. Die Palomino Rebe ist starkwüchsig und sehr reichtragend. Ohne entsprechenden Beschnitt sind Mostmengen von über 200 Hektoliter/Hektar erzielbar. Üblicherweise werden jedoch die Erträge auf unter 70 Hektoliter/Hektar beschränkt.
Die geschulterte Traube ist sehr groß; sie kann ein Gewicht von über zwei Kilogramm erreichen. Die goldgelben, eher locker sitzenden, etwas durchscheinenden Beeren sind ziemlich druckfest, nicht besonders süß aber sehr aromatisch; deshalb kommen in den Anbaugebieten und deren näherer Umgebung Palomino Fino Trauben auch als Tafeltrauben in den Handel.
Die aus Palomino gewonnenen Weine sind sowohl säure- als auch zuckerarm und ziemlich neutral. Für den säurebetonten Manzanilla werden die Trauben vor der Vollreife geerntet. Der Most vollreif geernteter Trauben neigt wegen der Säurearmut zur Oxidation. Diese Eigenschaft prädestiniert Palomino zur Herstellung von oxidativ ausgebauten Weinen wie beispielsweise Sherry oder Rancio. Nicht oxidierter Sherry (Fino) wird unter einer Schicht aus Florhefe gehalten, die für einen ausreichenden Luftabschluss sorgt. Zur Herstellung von Tafelwein werden sie nur wenig genutzt.
Synonyme: Jerez, Albán, Albar, Jerez Fino, Listán (FR), Listán de Jerez (fr), Listán blanco, Palomino Fino, White French (ZA), Xeres
Von den portugiesischen Rebsorten mit den Namen Perrum und Malvasia Rei wird vermutet, dass sie mit Palomino identisch sind. Palomino hat auch viele Spielarten und Mutationen hervorgebracht.